# Oroperla barbara
Oroperla barbara is een steenvlieg uit de familie Perlodidae. De wetenschappelijke naam van de soort is voor het eerst geldig gepubliceerd in 1933 door Needham.